# 孕のジャン

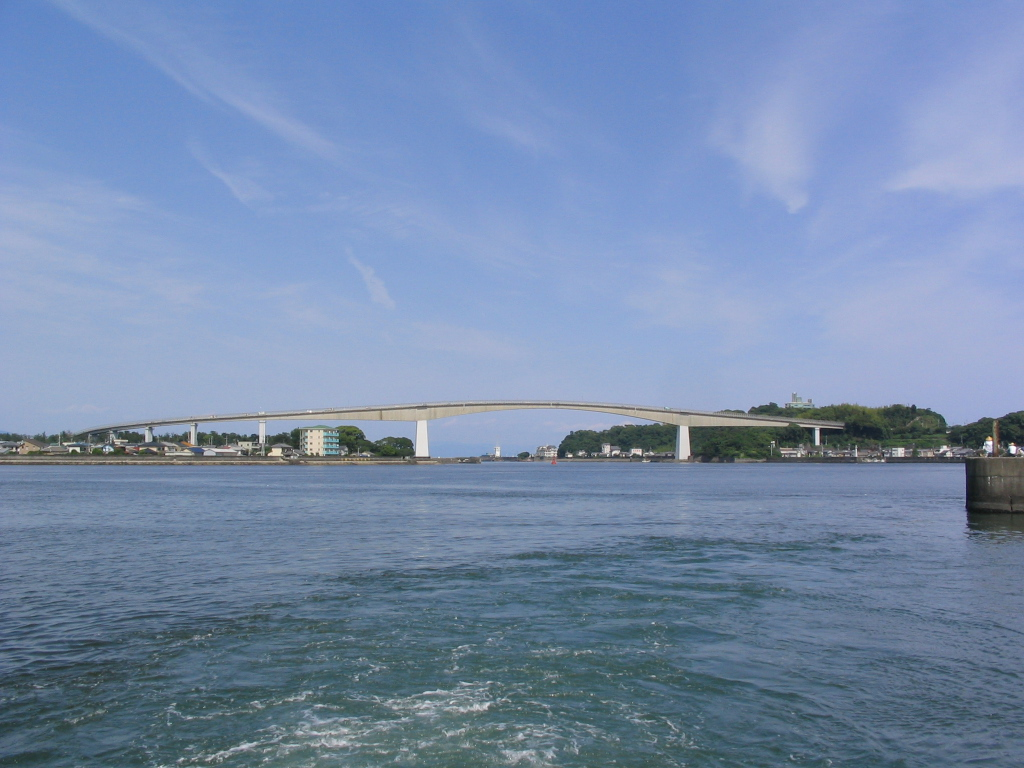
浦戸湾

孕のジャン（はらみのジャン）は、高知県の浦戸湾の民間伝承における怪異の一つ。単に「ジャン」ともいう。「孕」とは、高知の海岸に並行する山脈が湾に中断された両側の突端部と、その海峡とを含む地名である。少年向け雑誌『少年世界』の前身である『日本之少年』では、土佐の三不思議の一つとして数えられていた。

## 概要
海の上で「ジャン」と物音がする現象であり、この音が聞こえると、漁でまったく魚が捕れなくなるという。ある怪談によれば、暗い湾内がパッと明るくなり、落雷のように「ジャン」と音がして、湾内のあちこちに「ジャン」「ワンワン」と響きわたり、それきり魚がまったく捕れなくなったという。
昭和初期においても、浦戸湾で夜釣りする者は一度や二度、必ず遭っている不思議な現象といわれた。ある者が昭和20年代に夜釣りをしていたところ、それまで静かだった海で急に魚たちが跳ね回り始め、月に照らされていた海面が突然真っ暗になったかと思うと、押し寄せる波とともに海底が昼間のように輝き、「ジャーン」という音が響き、それきり魚がとれなくなったという。
物事がだめになる「おじゃん」という言い回しは、江戸時代に火事の鎮火を知らせる半鐘の音が由来といわれるほか、この怪異を由来とする説もある。
これに似た話で、高知の宇佐湾である者が夜釣りをしていたところ、そばでイルカが「ドボン」と音を立て、釣りの邪魔をしたという話もある。「ドボン」もまた、だめになることを意味する博打用語である。

## 正体

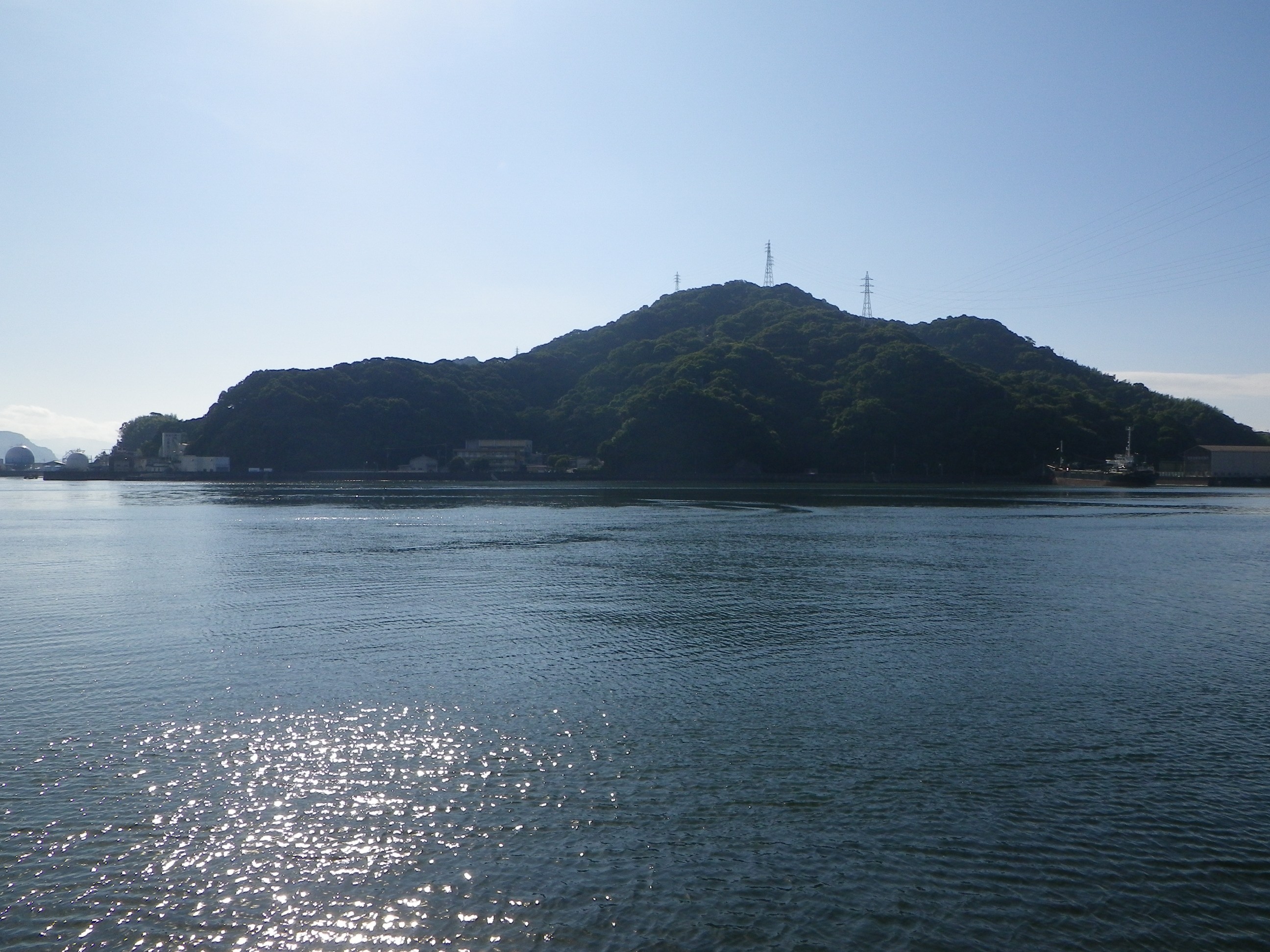
対岸の孕町から望む東孕の大畑山

明治時代の物理学者である寺田寅彦は、高知近辺では飛鳥時代に白鳳地震、江戸時代には宝永地震や安政南海地震などの大規模の地震があったことや、孕の地形は山々が断層線で中断されており地殻の割れ目を示していることから、ジャンの音を地震と関連づけて考え、孕付近は地震によって地殻のゆがみが生じており、表層岩石の内部での小規模の地すべりにともなう地鳴り現象がジャンだと推察していた。
一方で、関東大震災のような大地震の前には発光現象の目撃が多いといわれ、この裏付けとして、1990年にイギリスの科学雑誌『ネイチャー』に発表された通産省機械技術研究所・榎本祐嗣らの実験結果によれば、安山岩など岩石破壊の際には荷電粒子が多く放出されることが判明している。これらは直接ジャンの解明になるとはいえないものの、解決の糸口になるとの意見もある。